# Weyermühle
Weyermühle ist ein Ortsteil in der Gemeinde Kürten im Rheinisch-Bergischen Kreis. Ursprünglich war hier der Weyerhof als Vorgänger der Mühle.

## Geschichte

### Der Weyerhof
Das Gut zum Weyer muss schon im 15. Jahrhundert bestanden haben. Erstmals wurde der Weyerhof am 2. Dezember 1666 urkundlich erwähnt. Er gehörte zusammen mit den benachbarten Höfen Hauserhof, Blissenbacher Hof und dem Weiler Meiswinkel pfarrrechtlich zur Exklave „Obersand“ in der Pfarre Sand. Durch dieses Kuriosum durften die Bewohner nicht die nahe gelegene Kirche in Dürscheid und auch nicht die etwas weiter entfernte Kirche in Herrenstrunden zum vorgeschriebenen Gottesdienst besuchen, sondern waren regelmäßig gezwungen, den weiten Weg über die beiden Pfarrbezirke hinaus nach Sand zu gehen. Ähnlich sah es für die politische Zugehörigkeit aus, weil Obersand zur Honschaft Sand im Botenamt Gladbach und nicht zur benachbarten Honschaft Dürscheid im Botenamt Herkenrath gehörte.
Die Charte des Herzogthums Berg 1789 von Carl Friedrich von Wiebeking bestätigt, dass der Weyerhof zu dieser Zeit Teil einer in der Honschaft Dürscheid liegenden Exklave der Honschaft Sand im gleichnamigen Kirchspiel im Amt Porz war. Wiebeking benennt den Ort als Weyer.

### Die Weyermühle
Der bis 1780 freiadlige Weyerhof ging von diesem Zeitpunkt an in den Besitz der Eheleute Caspar Neuenhaus und Elisabeth Dörper über. Nach deren Tod stellte Johann Schmitz als Miterbe des Weyerhofs einen Antrag auf Konzessionserteilung zur Errichtung einer Mühle. Mit Unterstützung des Ordensverwalters der Johanniterkommende Herrenstrunden Hofrat Coomans erhielt Schmitz am 23. Juni 1798 die Erlaubnis. Die Konzessionsurkunde hat folgenden Text:

„Wir Carl Theodor von Gottes Gnaden, Pfalzgraf bey Rhein, Herzog in Ober- und Niederrhein des heiligen Römischen Reiches, Erztruchsess und Kurfürst zu Jülich, Kleve und Berg, Herzog Landgraf zu Luchtenberg, Fürst zu Mörs, Marquis zu Bergen op Zoom, Graf zu Valdenz, Sponheim der Mark und Ravensberg, Herr zu Ravenstein: Thun kund und bekennen hiermit für unsere Erben und Nachkommen, welchergestalt uns Johann Schmitz um gnädigste Erlaubnis auf der Dürscheidsbach, Amts Porz eine neue Kornmühle erbauen zu dürfen, und wir nach darüber von unseren Kellnern daselbst eingeforderten Bericht diesem unterthänigsten Begehren gnädigst willfahret haben, allermaßen wir solches hiermit und Kraft dieses Thun, also dergestalt, daß Conzessionatus von dieser Mühle jährlich fünf Reichstaler Edikt an Wasserkenntnis in Unsere Kellnerey Porz abtragen solle.“

Die daraufhin neu gebaute Mühle wurde bereits im September 1799 in Betrieb genommen. Angetrieben wird die Mühle durch den Weyerbach, der Namensgeber für die Mühle und den Hof war. Der Name stammt nach Interpretation des örtlichen Geschichtsvereins ab vom Wort Weyer bzw. Weier, das Wasserstau bedeutet.
Unter der französischen Verwaltung zwischen 1806 und 1813 wurde das Amt Porz aufgelöst und das Kirchspiel Sand, zu dem auch die Weyermühle gehörte, wurde politisch der Mairie Gladbach im Arrondissement Mülheim am Rhein zugeordnet. 1816 wandelten die Preußen die Mairie zur Bürgermeisterei Gladbach im Kreis Mülheim am Rhein.
Immer noch gehörte die Weyermühle zusammen mit den Höfen Hauserhof, Blissenbacher Hof und Meiswinkel politisch und kirchlich zur Gemeinde Gladbach und zur Pfarre Sand. Jetzt beantragte man den Wechsel zur Gemeinde Bensberg verbunden mit dem Wechsel zur Pfarre Dürscheid. Nach jahrelangem Warten kam es 1829 zu einem wenig erfreulichen Kompromiss, mit dem der Oberpräsident der Rheinprovinz die katastermäßige Zuordnung zu Bensberg verfügte. Damit war aber keine Veränderung der politischen und kirchlichen Zugehörigkeit verbunden. Erst am 28. November 1859 verfügte die Königliche Regierung zu Köln in ihrem Amtsblatt, dass die Grenzen für das Gemeindekataster mit den Grenzen der Gemeindebezirke übereinzustimmen hätten. Damit gehörte das Gebiet ab diesem Zeitpunkt kirchlich zur Pfarre Dürscheid und politisch zur Bürgermeisterei Bensberg im Kreis Mülheim am Rhein.
1822 lebten 22 Menschen im als Mahlmühle kategorisierten und Weyer Mühle bezeichneten Ort. 1830 hatte der Ort 28 Einwohner und wurde mit Weyer bezeichnet. Der 1845 laut der Uebersicht des Regierungs-Bezirks Cöln als Ackergut und Fruchtmühle kategorisierte Ort besaß zu dieser Zeit drei Wohnhäuser. Zu dieser Zeit lebten 22 Einwohner im Weyerhof genannten Ort, davon alle katholischen Bekenntnisses.
1927 wurde die Bürgermeisterei Bensberg in das Amt Bensberg überführt. Am 1. Oktober 1932 entstand durch die Kreisreformen in Preußen der Rheinisch-Bergische Kreis. Seitdem gehört Weyermühle zu diesem Kreis.
1975 entstand aufgrund des Köln-Gesetzes die heutige Gemeinde Kürten, zu der neben den Ämtern Kürten, Bechen und Olpe ein Teilgebiet der Stadt Bensberg mit Dürscheid und damit auch die Weyermühle kam.

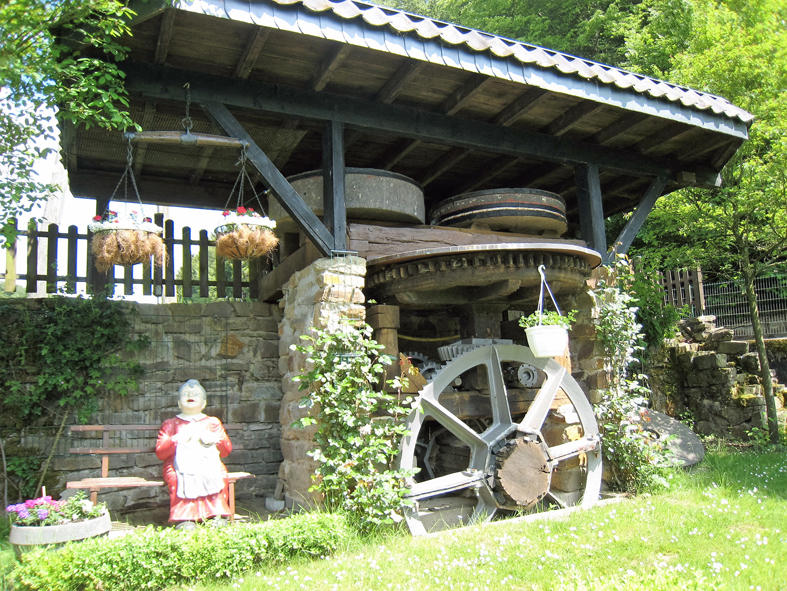
Das alte Mühlengetriebe steht heute im Garten
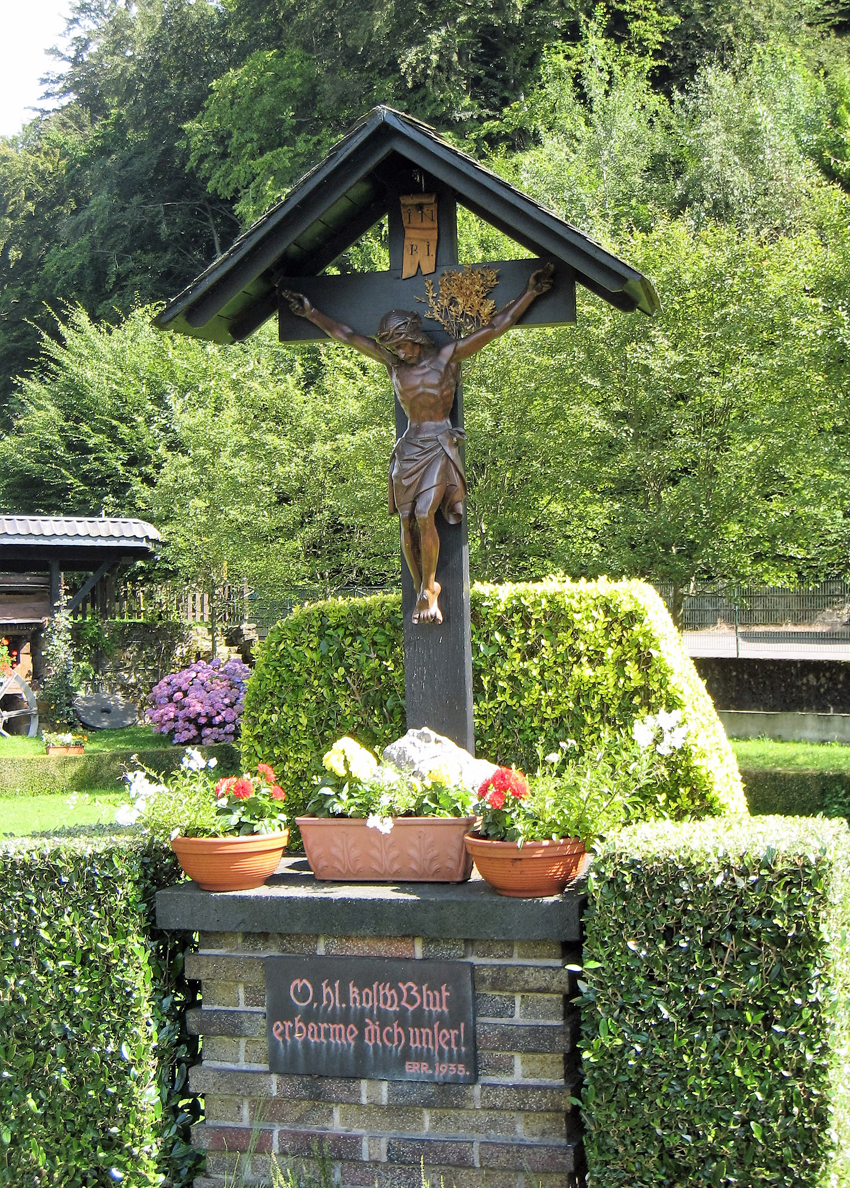
Wegekreuz an der Weyermühle

### Der Mühlenbetrieb
Über die erste Zeit des Mühlenbetriebs gibt es bislang keine Aufzeichnungen. Am 10. Oktober 1895 brannte ein Teil der Wirtschaftsgebäude nieder. Davon war der Mühlenbetrieb allerdings nicht betroffen. Seit 1902 ist das gesamte Anwesen im Besitz der Familie Josef Schmitz und seiner Nachfahren. Zum Betrieb gehörte auch eine Landwirtschaft mit 22 ha Land und eine Bäckerei in einem separaten Gebäude. 1923 wurde ein neues hölzernes Mühlrad angeschafft, das nach dem Zweiten Weltkrieg durch ein eisernes Mühlrad ersetzt wurde. Bis 1955 war die Mühle noch in Betrieb. Der Mahlgang wurde 1960 demontiert und eingelagert. Die Bäckerei wurde 1980 in den Ort Dürscheid verlagert. Von 1997 bis 1999 renovierte man den Mühlengraben und baute ein neues Mühlrad aus Eiche. Der Mahlgang wurde unter einem Schutzdach im Garten originalgetreu wieder aufgebaut. Anschließend veranstaltete man die 200-Jahr-Feier der Mühle mit Nachbarn und Freunden.